# Goose house Phrase ＃11 Bitter
『Goose house Phrase #11 Bitter』（グース ハウス フレーズ イレブン ビター）は、Goose houseの通算7作目のアルバムである。2015年2月25日に発売された。通称「Bitter」。
タイトルについた「#11」というのは単に11枚目のアルバムという意味ではなく、Goose houseがこれまでに発表した、シングル、配信限定曲、アルバムを含む通算の番号である。

## 概要
前作の『Goose house Phrase #07 Soundtrack?』より約1年半ぶりのリリースで、『Goose house Phrase #10 Milk』との2枚同時発売。『Milk』がメジャーレーベルから発売されるのに対し、『Bitter』はインディーズレーベルから発売される。
2014年4月に元メンバーのd-iZe脱退後、現在の7人のメンバー（工藤秀平、竹渕慶、竹澤汀、マナミ、沙夜香、ワタナベシュウヘイ、齊藤ジョニー）では初のアルバムである。
グループの代表曲「Sing」の最新バージョンや、2014年のライブツアーで披露された「未来の足跡」を含む全8曲が収録されている。これまでのアルバム同様、7人全員での歌唱曲もあれば、2〜4名のユニットでの歌唱曲もある。音楽性としては、同日発売の『Milk』に対して従来の作品を踏襲したアコースティック調の楽曲が多く収録されている。

## 収録曲
- 全曲作詞・作曲：Goose house

1. Sing 2015 [5:30]
  - グループの代表曲「Sing」の再録バージョン

「Sing」はこれまでに『Goose house Phrase #01』や『Goose house Phrase #03 Wandering』にも収録されてきたが、ワタナベシュウヘイ加入後では初となる。
2. ドミノエフェクト [3:52]
3. ハルノヒ -合唱- [4:54]
ボーカルのパート分けやコーラス・アレンジは主に竹渕が担当した。齋藤は「すごく自由で、最初は心配だったが実際にやってみるとすごく良くて、すごくスリリングなものになった。」とコメントしている[4]。
本アルバム発売に先立ち、エフエム横浜の『YOKOHAMA RADIO APARTMENT カタコトラジオ』（2015年2月12日放送回）で初オンエアされた[5]ほか、2015年2月4日に先行配信された[3]。
4. Humming bird [4:46]
5. トーキョー・シティ [4:35]
当初はアコースティック・ギターとリズム・セクションのみのシンプルなアレンジだったが、当初より決められていた「声」をテーマを元にアレンジが加えられた[4]。
ベースはワタナベが担当[4]。
6. セダンガール [4:13]
メインボーカルは齊藤ジョニー、工藤秀平、ワタナベシュウヘイ、竹渕慶、竹澤汀も参加
7. シオン [4:23]
8. 未来の足跡 [4:49]
2014年のライブツアーで披露された曲で、「Sing」を発表してから4年間でメンバーが感じたことやファンに対するメッセージを込めた楽曲。竹渕は「苦悶の末に出来た曲だけど、それもあって自分たちのスの思いがつまっていると思う。」とコメントしている[4]。